# The Tenth Planet

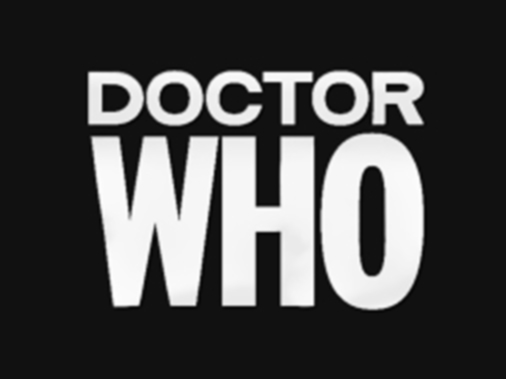
Logo Doktora Who použité mezi lety 1963 až 1967.

The Tenth Planet je druhý příběh čtvrté řady britského seriálu Pán času, vysílaný ve čtyřech dílech od 8. do 29. října 1966. Jde o poslední příběh, v němž vystupuje William Hartnell jako první Doktor a první příběh s kyberlidmi. Jako druhý Doktor se tu také objevuje Patrick Troughton, ač není uveden v titulcích.

## Příběh
Doktor a jeho společníci Ben Jackson a Polly dorazí v TARDIS na Severní pól roku 1986, poblíž polární základny. Základna dohlíží na misi vesmírné lodi Zeus IV, provádějící rutinní měření na orbitě Země.
Nezvyklé údaje, které zaznamenávají přístroje, vedou nakonec k objevení nové planety blížící se k Zemi. Vesmírná loď ztrácí pomalu svoji energii a posádka základny se snaží zajistit její návrat.
Na zemi si Doktor zatím potvrdí svoje podezření. Novou, desátou, planetou je Mondas, sesterská planeta Země, jejíž návštěvníci Zemi brzy navštíví. Opravdu, brzy poblíž základny přistanou tři robotická stvoření, která zabijí tři strážce, v jejichž kožešinách poté proniknou do základny.
Zatímco se snaží všichni zajistit hladké přistání Dia IV, stvoření bez větších potíží ovládnou základnu. Její členové a Polly se je snaží přesvědčit, aby posádku lodi zachránili, ale stvoření jim odpoví, že jsou pro ně jejich životy nepodstatné. Vysvětlí, že se nazývají kyberlidé, že byli kdysi jako lidé, jenže postupně nahradily části svých těl přístroji a odstranily ze svých mozků slabosti, jako jsou emoce. Kyberlidé nakonec sice povolí kontakt s Diem IV, ale je již pozdě a loď pod vlivem Mondasu exploduje.
Kyberlidé dále vysvětlí, že Mondas absorbuje zemskou energii a že díky tomu Země brzy vybuchne. Navrhují, že lidi vezmou s sebou na Mondas a přemění je v kyberlidi.
Ben, zatím uvězněný v projekční místnosti, oslepí vstoupivšího kyberčlověka, ukradne mu zbraň a zabije ho. Zbraň později předá generálu Cutlerovi, který zabije i zbytek kyberlidí. Cutler kontaktuje velitelství v Ženevě a dozvídá se, že byl jeho syn poslán na misi na záchranu zničeného Dia IV.
Cutler rozhodne, že je nutné na kyberlidi zaútočit pomocí mocné Z-bomby, jíž chce zničit Mondas. Ben argumentuje, že Mondas možná exploduje sám, až absorbuje příliš energie. Vedoucí výzkumu dr. Barclay má také pochybnosti. Obává se možného radiačního dopadu, který by mohla Z-bomba způsobit a připravit tak o život spoustu lidí. Cutler uvězní Bena v jedné místnosti s Doktorem, který je v bezvědomí a očividně nemocný.
Barclay instruuje Bena, jak sabotovat raketu nesoucí Z-bombu. Cutler si však všimne Barlclayovy nepřítomnosti a Bena chytí při činu. Cutler přikáže bombu odpálit. Díky Benově sabotáži však bombě selže motor. Cutler, zcela nepříčetný, vyhrožuje, že zabije Barclayho, Bena a z bezvědomí se probudivšího Doktora. Než však někoho zabije, je sám zabit vůdcem nově příchozích kyberlidí.
Kyberlidé trvají na odstavení raket. Doktor si myslí, že je to dobrý nápad a říká ostatním, že mají hrát o čas, protože Mondas nemůže dlouho vydržet. Polly je odvedena jako rukojmí do kyberlodi.
Zatímo se podaří kyberlidem ovládnout velení v Ženevě, Doktorovi dojde, že je cílem kyberlidí použít Z-bomby proti Zemi a zachránit tak vlastní planetu. Stačí to ještě říct ostatním, poté je však také odveden kyberlidmi. V radiační místnosti přijde Ben na to, že důvod, proč používají na všechno lidi a neudělají to sami, je ten, že jsou velice citliví na radiaci. Barclay navrhne použít radiační tyče z jádra jako přenosné zbraně. To se ukáže jako účinné a umožní jim to dobýt základnu zpět. Náhle vstoupí do místnosti další kyberlidé, ale přesně v té chvíli Mondas exploduje a zbytek kyberlidí se deaktivuje.
Ben se poté vydává do kyberlodi, aby zachránil Doktora a Polly. Doktor se zdá velmi nemocný a zmatený, a nutí si okamžitý návrat do TARDIS. Uvnitř ní padne Doktor na podlahu a před užaslými pohledy svých společníků poprvé v rámci seriálu zregeneruje a přemění se v mladšího muže.

### Regenerace
- Proces regenerace nebyl v této době ještě pojmenován. V následujícím příběhu The Power of the Daleks prohlásil Doktor, že se "obnovil", což znamená spíše omládnutí, než změnu těla. Proces byl poprvé nazván regenerací až v příběhu Pavoučí planeta.
- Scenárista Gerry Davis později prohlásil, že regeneraci způsobil vliv planety Mondas, jen to nebylo na obrazovce jasně patrné. Obecně se soudí, že první Doktor jednoduše zemřel stářím.

## Produkce
- V titulcích první epizody je jméno Kit Pedler nesprávně uvedeno jako "Kitt Pedler". V úvodních titulcích třetí epizody je zase jméno Gerry Davis zkomoleno na "Gerry Davies."
- William Hartnell se vůbec neobjeví ve třetí epizodě. Těsně před natáčením poslal produkci telegram, že je mu příliš těžko. Gerry Davis zareagoval na tuto změnu kolapsem Doktora, což vysvětlovalo jeho absenci, a jeho repliky přepsal jiným postavám, většinou Benovi. To samotné nenarušilo natáčení tak moc, jak by se mohlo zdát. Scénář byl napsán tak, aby se mohl s podobnými situacemi snadno vypořádat.
- Původně zněla poslední slova prvního Doktora nějak takto: "Ne... ne, já se prostě nevzdám!" Čas se krátil a režisér Derek Martinus posléze rozhodl, že větu nepoužije, aby se tak ujistil, že se natočení regenerace povede, co možná nejlépe. Nakonec zněla poslední slova prvního Doktora prostě: "Ah, ano. Děkuji. To je dobré. Zůstat v teple."

### Ztracené epizody
- Poslední část příběhu se nedochovala. Jedná se pravděpodobně o nejhledanější ztracenou epizodu, protože obsahuje historicky první regeneraci (ačkoliv ta se, i když v horší kvalitě, dochovala), a protože se jedná o poslední epizodu s Williamem Hartnellem.

### Literární adaptace
- On Target — Doctor Who and the Tenth Planet